# Rubin Colwill
Rubin James Colwill (Neath, 27 aprile 2002) è un calciatore gallese, centrocampista del Cardiff City.

## Carriera

### Club
Cresciuto nelle giovanili del Cardiff City, debutta in prima squadra il 13 febbraio 2021 nel successo per 3-1 contro il Coventry City. Due giorni dopo rinnova il suo contratto con il club sino al 2023.

### Nazionale
Ha giocato nelle nazionali giovanili gallesi Under-17 ed Under-21.
Il 31 maggio 2021 viene convocato dalla nazionale maggiore gallese per gli europei del 2020. Due giorni dopo esordisce con il Galles nella sconfitta per 3-0 in amichevole contro la Francia.
Il 29 marzo 2022 realizza il suo primo gol per la selezione gallese in occasione dell'amichevole pareggiata in casa contro la Rep. Ceca (1-1).

## Statistiche

### Presenze e reti nei club
Statistiche aggiornate al 18 novembre 2022.
| Stagione            | Squadra             | Campionato          | Campionato | Campionato | Coppe nazionali | Coppe nazionali | Coppe nazionali | Coppe continentali | Coppe continentali | Coppe continentali | Altre coppe | Altre coppe | Altre coppe | Totale | Totale |
| Stagione            | Squadra             | Comp                | Pres       | Reti       | Comp            | Pres            | Reti            | Comp               | Pres               | Reti               | Comp        | Pres        | Reti        | Pres   | Reti   |
| ------------------- | ------------------- | ------------------- | ---------- | ---------- | --------------- | --------------- | --------------- | ------------------ | ------------------ | ------------------ | ----------- | ----------- | ----------- | ------ | ------ |
| 2020-2021           | Cardiff City        | FLC                 | 6          | 0          | FACup+CdL       | -               | -               | -                  | -                  | -                  | -           | -           | -           | 6      | 0      |
| 2021-2022           | Cardiff City        | FLC                 | 34         | 5          | FACup+CdL       | 2+2             | 1+0             | -                  | -                  | -                  | -           | -           | -           | 38     | 6      |
| 2022-2023           | Cardiff City        | FLC                 | 9          | 0          | FACup+CdL       | 0+1             | 0               | -                  | -                  | -                  | -           | -           | -           | 10     | 0      |
| Totale Cardiff City | Totale Cardiff City | Totale Cardiff City | 49         | 5          |                 | 5               | 1               |                    | -                  | -                  |             | -           | -           | 54     | 6      |
| Totale carriera     | Totale carriera     | Totale carriera     | 49         | 5          |                 | 5               | 1               |                    | -                  | -                  |             | -           | -           | 54     | 6      |

### Cronologia presenze e reti in nazionale
| Cronologia completa delle presenze e delle reti in nazionale ― Galles | Cronologia completa delle presenze e delle reti in nazionale ― Galles | Cronologia completa delle presenze e delle reti in nazionale ― Galles | Cronologia completa delle presenze e delle reti in nazionale ― Galles | Cronologia completa delle presenze e delle reti in nazionale ― Galles | Cronologia completa delle presenze e delle reti in nazionale ― Galles | Cronologia completa delle presenze e delle reti in nazionale ― Galles | Cronologia completa delle presenze e delle reti in nazionale ― Galles |
| Data                                                                  | Città                                                                 | In casa                                                               | Risultato                                                             | Ospiti                                                                | Competizione                                                          | Reti                                                                  | Note                                                                  |
| --------------------------------------------------------------------- | --------------------------------------------------------------------- | --------------------------------------------------------------------- | --------------------------------------------------------------------- | --------------------------------------------------------------------- | --------------------------------------------------------------------- | --------------------------------------------------------------------- | --------------------------------------------------------------------- |
| 2-6-2021                                                              | Nizza                                                                 | Francia                                                               | 3 – 0                                                                 | Galles                                                                | Amichevole                                                            | -                                                                     | 83’                                                                   |
| 1-9-2021                                                              | Helsinki                                                              | Finlandia                                                             | 0 – 0                                                                 | Galles                                                                | Amichevole                                                            | -                                                                     | 63’                                                                   |
| 5-9-2021                                                              | Kazan'                                                                | Bielorussia                                                           | 2 – 3                                                                 | Galles                                                                | Qual. Mondiali 2022                                                   | -                                                                     | 57’                                                                   |
| 29-3-2022                                                             | Cardiff                                                               | Galles                                                                | 1 – 1                                                                 | Rep. Ceca                                                             | Amichevole                                                            | 1                                                                     | 81’                                                                   |
| 8-6-2022                                                              | Cardiff                                                               | Galles                                                                | 1 – 2                                                                 | Paesi Bassi                                                           | UEFA Nations League 2022-2023 - 1º turno                              | -                                                                     | 61’                                                                   |
| 11-6-2022                                                             | Cardiff                                                               | Galles                                                                | 1 – 1                                                                 | Belgio                                                                | UEFA Nations League 2022-2023 - 1º turno                              | -                                                                     | 73’                                                                   |
| 25-9-2022                                                             | Cardiff                                                               | Galles                                                                | 0 – 1                                                                 | Polonia                                                               | UEFA Nations League 2022-2023 - 1º turno                              | -                                                                     | 72’                                                                   |
| 29-11-2022                                                            | Al Rayyan                                                             | Galles                                                                | 0 – 3                                                                 | Inghilterra                                                           | Mondiali 2022 - 1º turno                                              | -                                                                     | 81’                                                                   |
| 6-6-2024                                                              | Faro                                                                  | Gibilterra                                                            | 0 – 0                                                                 | Galles                                                                | Amichevole                                                            | -                                                                     | 60’                                                                   |
| Totale                                                                |                                                                       | Presenze                                                              | 9                                                                     |                                                                       | Reti                                                                  | 1                                                                     |                                                                       |